# Czortków (stacja kolejowa)
Czortków (ukr. Чортків, ros. Чертков) – stacja kolejowa w miejscowości Czortków, w rejonie czortkowskim, w obwodzie tarnopolskim, na Ukrainie.
Stacja powstała w czasach austro-węgierskich na linii Galicyjskiej Kolei Transwersalnej.

## Przypisy

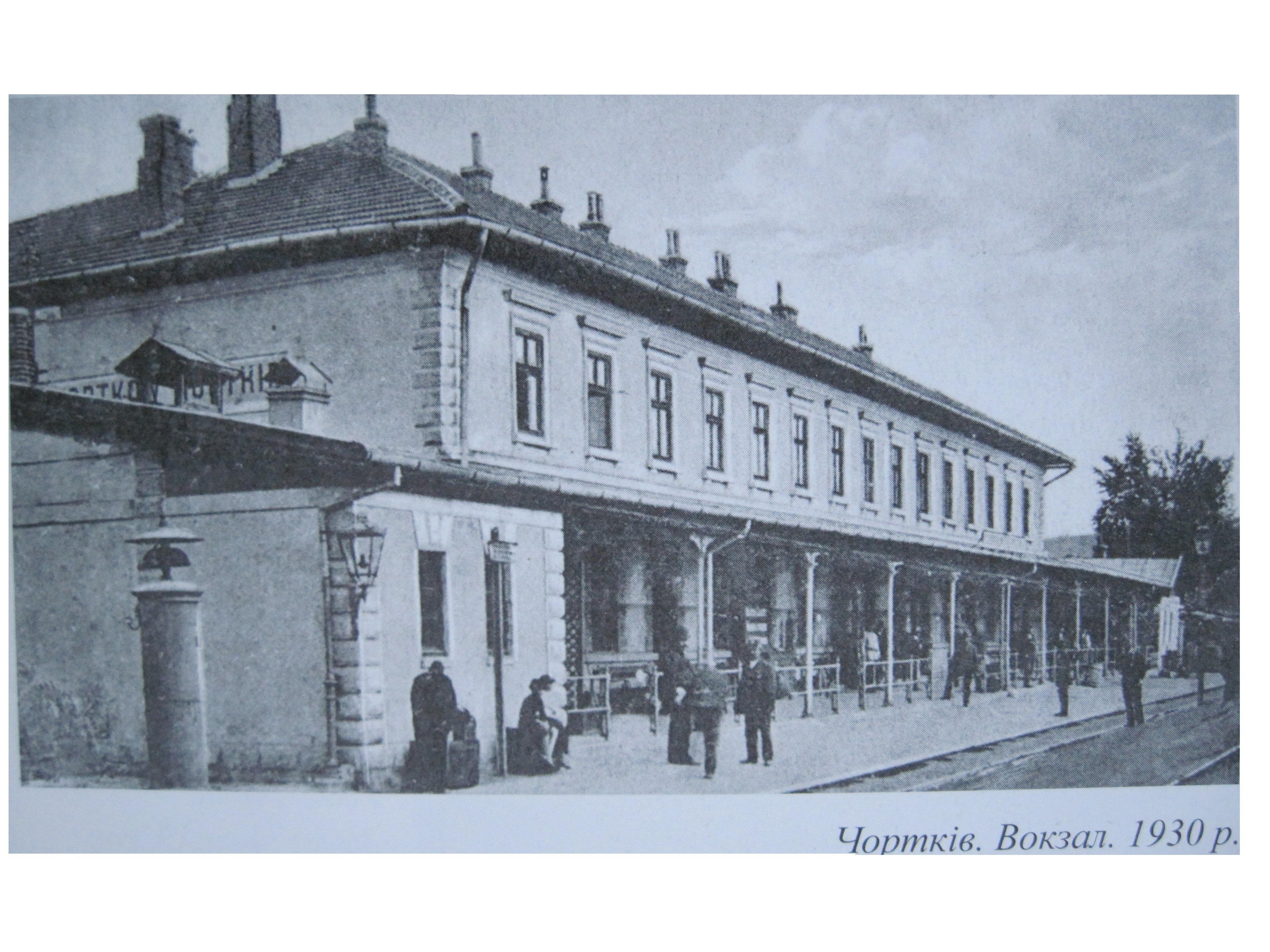
Stacja w II Rzeczypospolitej (1930)